# Carex aestivalis
Carex aestivalis là một loài thực vật có hoa trong họ Cói. Loài này được M.A.Curtis ex A.Gray mô tả khoa học đầu tiên năm 1842.